# ولادیمیر ساخنوف
ولادیمیر ساخنوف (روسی: Владимир Николаевич Сахнов؛ ۲۵ آوریل ۱۹۶۱ – ) اسکی‌باز صحرانوردی اهل قزاقستان بود.